# 406 a.C.

## Eventos
- Públio Cornélio Rutilo Cosso, Numério Fábio Ambusto, Cneu Cornélio Cosso e Lúcio Valério Potito, pela segunda vez, tribunos consulares em Roma.
- A esquadra ateniense derrota uma esquadra espartana na batalha de Arginusa.
- Batalha de Éfeso – Os Espartanos sob o comando de Lisandro derrotam parte da armada Atenienses.
- Agrigento é tomada pelos Cartagineses
- A Republica Romana inicia um cerco de uma década contra Veios.

## Mortes
- Aspasia de Mileto, viúva de Péricles de - Atenas (n. 440 a.C.).
- Eurípides, dramaturgo ateniense (n. 480 a.C.).
- Hipócrates, médico e filósofo grego (n. cerca de 470 a.C.).
- Sófocles, dramaturgo ateniense (n. 496 a.C.).